# 黎明报 (巴基斯坦)
《黎明报》（英語：Dawn）是巴基斯坦历史最悠久的英文报纸，由黎明传媒集团出版发行。1941年，《黎明报》最初以宣传穆斯林联盟之名由穆罕默德·阿里·真纳创办于英属印度德里，次年10月12日，由拉蒂菲出版社出版第一份报纸。目前，其在巴基斯坦首都伊斯兰堡、信德省卡拉奇、旁遮普省拉合尔及世界各地均设有代表处。至2010年，《黎明报》的工作日发行量已超过109,000份。

## 巴基斯坦独立前

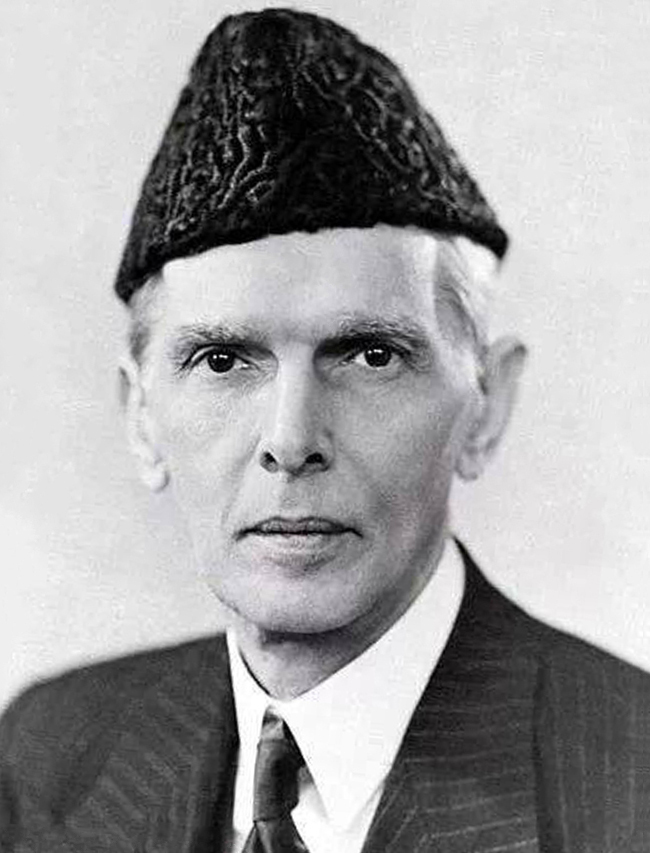
《黎明报》的创始人穆罕默德·阿里·真纳

1941年，《黎明报》以周报形式在新德里出版。其作为穆斯林联盟在德里和英语环境唯一的喉舌，坚定支持和拥护巴基斯坦独立。穆罕默德·阿里·真纳用如下的声明概括了创办报纸的目的：
|  | 《黎明报》将忠实反映印度斯坦穆斯林和穆斯林联盟在经济、教育、社会尤其是政治等所有活动中的观点，不论国家有怎样的政策，都无畏地、独立地、坚决地、毫无疑问地拥护穆斯林联盟的事业，绝不会忽视生活在这个次大陆的人民的利益。 |

## 与维基解密的关系
2011年5月19日，黎明传媒集团和维基解密的创始人朱利安·阿桑奇签订了谅解备忘录，以首先在巴基斯坦使用所有有关发展政治和其他方面的美国外交电报。

## 泄密争议
巴基斯坦时任信息与广播部长佩尔维兹·拉希德因《黎明报》的一篇名为“平民向军方表态：如果不对武装分子采取行动就等着被国际孤立”的报道而被迫辞职，这篇报道的内容本来应当对公众保密，但却被该报的内部人员泄露。